# スヴャトラーナ・ツィハノウスカヤ
スヴャトラーナ・ツィハノウスカヤ（ベラルーシ語: Святлана Ціханоўская, ラテン文字転写: Sviatlana Cichanoŭskaja; 英語: Sviatlana Tsikhanouskaya、1982年9月11日 - ）は、ベラルーシの政治活動家。ロシア語読みのスヴェトラーナ・チハノフスカヤまたはスベトラーナ・チハノフスカヤ（ロシア語: Светлана Тихановская, 英語: Svetlana Tikhanovskaya）と呼ばれることも少なくない。

## 前歴
大統領候補になる前、ツィハノウスカヤはベラルーシ国内で教師をしていた。逮捕されたYouTuber、政治活動家のシャルヘイ・ツィハノウスキー（セルゲイ・チハノフスキー）と結婚している。

## 2020年の大統領選挙とその後の弾圧
5月29日に夫が逮捕された後、ツィハノウスカヤは夫に代わって大統領選挙に出馬する意向を表明した。彼女は2020年7月14日に無所属の大統領候補として登録された。大統領候補として登録された後、彼女は出馬を認められなかった有力な野党政治家であるヴァレルィ・ツァプカラ（ヴァレリー・ツェプカロ）とヴィクタル・ババルィカ（ヴィクトル・ババリコ）の支持を受けた。ババルィカの選挙対策本部長マリア・コレスニコワおよびヴァレルィ・ツァプカラの妻ヴェロニカ・ツァプカラと一緒に写っているツィハノウスカヤの写真は、彼女の選挙運動のシンボルとなった。
6月には動画を公開し、その動画内で彼女は「これ以上選挙運動を続けたら逮捕する、子供たちを誘拐する」と脅されていると語った。そのため彼女は、安全のため子供たちを海外に送り出し、祖母と一緒に暮らすようにした。

### 女性の連帯
大統領選挙が始まる前に、ベラルーシの大統領アレクサンドル・ルカシェンコは、わが国は女性が大統領になるのはふさわしくないと発言した。彼女の選挙運動は、アムネスティ・インターナショナルがこの国における反対運動家女性に対する差別的な扱いを非難したことを受けており、差別的な扱いの中には性的暴力の脅しなどが挙げられ、女性運動家の子供たちの保護が求められている。

### 政治的見解
ツィハノウスカヤは選挙期間中、夫を刑務所から解放するため大統領選挙に立候補していると語った。また、一番の目標は自由で公正な選挙を確立することであると述べた。ベラルーシ政府がルカシェンコの有力な政敵を次々と排除したため、ツィハノウスカヤは現在の選挙を違法であると見なしている。彼女は、政権を取ってから6ヶ月以内に透明で責任ある選挙の計画を提出することを公約した。

### 支持者
ツィハノウスカヤは無所属で選挙運動を戦っているにもかかわらず、ベラルーシの様々な反体制派から支持を得ている。ベラルーシ・キリスト教民主主義（BChD／BCD）の共同党首ヴィタリ・ルィマシェウスキ（ヴィタリー・ルィマシェフスキー）は、党としてツィハノウスカヤを支持することを宣言した。これは、ベラルーシ社会民主党（BSDP）、ベラルーシ統一市民党（AGP）、ベラルーシ女性党「ナジェヤ」（ベラルーシ女性党「希望」）に続くものである。また、彼女は2010年の大統領選挙で野党から出馬した元大統領候補ミコライ・スタトケヴィチ（ニコライ・スタトケヴィチ）からも支持を受けている。

### 投票結果
8月9日の投票の結果、中央選挙管理委員会はルカシェンコが80.2％を得票して当選した一方、ツィハノウスカヤは9.9％にとどまったと発表した。

### 選挙後の亡命と弾圧
ベラルーシ市民は不正選挙であると一斉に反発し、市民と警官隊との間で衝突が発生し、約3000人が身柄を拘束された。ツィハノウスカヤは10日夜から所在が分からなくなっていたが、11日に隣国のリトアニアに脱出していることが確認された。8月17日には、大統領選挙の結果は不当なものだとして、国の指導者として行動することを表明した。
2022年にはドイツのアーヘン市よりカール大帝賞を受賞している。
2023年3月6日、ミンスクの裁判所は本人不在のまま反逆罪などで懲役15年の有罪判決を言い渡した。同年6月20日、ベラルーシ最高裁判所はこの判決を支持すると発表した。

## ギャラリー
- 2020年7月24日撮影
- 2020年7月30日、ミンスクで行われた選挙キャンペーン
- フィンランドの首相サンナ・マリンと（2022年12月13日）
- アメリカ合衆国国務副長官ウェンディ・ルース・シャーマンと（2023年3月22日）

## 関連文献
- アリス・ボータ（英語版） 著、岩井智子, 岩井方男 訳『女たちのベラルーシ 革命、勇気、自由の希求』春秋社、2023年。（原書 Bota, Alice (2021), Die Frauen von Belarus: Wie ein Aufstand die Welt verändert）